# Ецлебен
Ецлебен (њем. Etzleben) општина је у њемачкој савезној држави Тирингија. Једно је од 50 општинских средишта округа Кифхојзер. Према процјени из 2010. у општини је живјело 304 становника. Посједује регионалну шифру (AGS) 16065016.

## Географски и демографски подаци
Ецлебен се налази у савезној држави Тирингија у округу Кифхојзер. Општина се налази на надморској висини од 130 метара. Површина општине износи 6,1 km². У самом мјесту је, према процјени из 2010. године, живјело 304 становника. Просјечна густина становништва износи 50 становника/km².